# 제너한
제너한은 대한민국의 싱어송라이터, 작곡가, 기타리스트이다. 2011년 Arirang TV(Hand in Hand Campus)에서 오프닝 무대의 기타리스트로 처음 방송 데뷔를 했으며, 2021년 제너한의 소속 밴드인 제너한밴드의 첫 싱글 Social Robot을 통해 가수 데뷔했다.

## 데뷔
제너한밴드(Jenner Han Band)에서 작곡, 작사, 기타, 보컬, 프로듀싱을 하여 Social Robot (2021.6.7)을 발매하였다.

## 음반목록
·Social Robot(2021년, Jenner Han Band, 작사&작곡&보컬&기타&프로듀싱 참여)
·Hyperloop(2024년, 작사&작곡&보컬&기타&프로듀싱 참여)
·Alexander the Great(2024년, 작사&작곡&보컬&기타&프로듀싱 참여)

## 사용악기
제너한은 기타에 대한 연구를 많이 하는 편이다. 그는 주로 펜더(Fender) 싱글코일 기반의 스트라토캐스터 일렉 기타를 즐겨 사용하지만, 첫 악기는 험버커가 들어간 레스폴 유형의 기타였다. 그래서 보통 공연에서는 펜더 기타를 사용하지만 레스폴 기타도 즐겨 치는 편. 어쿠스틱 기타는 에릭 클랩튼(Eric Clapton)의 영향을 받아 마틴 기타(Martin)의 000-28 ec 모델을 사용중이며, 구매 영상을 본인 유튜브 채널에 업로드하기도 했다.
제너한은 녹음 할 때 앰프 마이킹을 추구하는 편이라 앰프 사운드가 사실적이고 공간감이 뛰어난 음원을 제작하는 소질이 있다.

## 그외
- 그는 본인의 유튜브 채널에서 음악과 더불어 여행기를 올리기도 한다.제너한 유튜브
- 공대 출신답게 과학이나 공학에도 관심이 많은 모습이다.
- 자연과학을 소재로 한 책을 집필 중이라고 밝혀 뮤지션과 다른 의외의 모습도 있다.
- 공군 공군교육사령부 공군행정학교 군견훈육중대의 탐지견 훈육조교로 활동했다.[4]
- 군견훈련사2급을 보유하고 있다.